# Amateur-Oberliga Bayern
La Amateur-Oberliga Bayern era il secondo livello del campionato dilettantistico bavarese di calcio, sotto la Regionalliga Süd e sopra le Landesliga. Attiva fra il 1978 ed il 1994, corrispondeva al quarto livello del sistema calcistico tedesco.
Nel 1978 il calcio tedesco venne riformato e le Amateurliga furono ridotte da sedici ad otto; questi campionati cambiarono anche nome, diventando Amateur-Oberliga, spesso abbreviate in AOL o chiamate più velocemente solo Oberliga, nome che prendono poi definitivamente con una nuova riforma nel 1994. In Baviera il passaggio alla AOL significò per la Bayernliga un aumento di importanza, dando per la prima volta la promozione diretta ai campioni del sud e assumendo lo stesso valore delle AOL di Hessen, Baden-Württemberg e Südwest.
Il campionato dava accesso tramite promozione alla Regionalliga Süd, mentre le ultime venivano retrocesse nelle tre Landesliga sottostanti:
- Landesliga Bayern-Nord per le squadre di Unterfranken ed Oberfranken
- Landesliga Bayern-Mitte per le squadre di Mittelfranken, Oberpfalz e Niederbayern
- Landesliga Bayern-Süd per le squadre di Schwaben ed Oberbayern

La promozione diretta per i campioni del sud durò comunque solo due stagioni, 1978–79 e 1979-80. Nel 1981 la 2. Bundesliga venne riunita in una sola divisione, il che rese necessario per i campioni delle AOL un ulteriore turno per ottenere la promozione. In questa stagione la federazione bavarese, la Bayrischer Fussball Verband, introdusse un turno per la promozione anche per le Landesliga, il che significa che le tre squadre al secondo posto di queste leghe giocarono contro la quartultima della Amateur-Oberliga Bayern per un'ulteriore promozione. In alcune stagioni furono disponibili aggiuntivi posti per la promozione, per esempio quando i campioni della AOL Bayern riuscirono a salire direttamente in 2.Bundesliga.

## Vincitori
| Stagione | Club               |
| -------- | ------------------ |
| 1978-79  | ESV Ingolstadt     |
| 1979-80  | Augusta            |
| 1980-81  | MTV Ingolstadt     |
| 1981-82  | Augusta            |
| 1982-83  | SpVgg Unterhaching |
| 1983-84  | Monaco 1860        |
| 1984-85  | SpVgg Bayreuth     |
| 1985-86  | SpVgg Landshut     |
| 1986-87  | SpVgg Bayreuth     |
| 1987-88  | SpVgg Unterhaching |
| 1988-89  | SpVgg Unterhaching |
| 1989-90  | FC Schweinfurt 05  |
| 1990-91  | Monaco 1860        |
| 1991-92  | SpVgg Unterhaching |
| 1992-93  | Monaco 1860        |
| 1993-94  | Augusta            |

- Le squadre promosse sono in grassetto.